# X-Men: The Official Game
X-Men: The Official Game (também conhecido como X3: The Official Game) é um jogo de briga de rua de 2006 desenvolvido pela Z-Axis e publicado pela Activision. É uma ligação com X-Men: The Last Stand. O jogo cobre os eventos entre os filmes X2 e X-Men: The Last Stand, seguindo especificamente os personagens de Logan, Iceman e Nightcrawler. Ele também preenche a lacuna entre os dois filmes, explicando por que Nightcrawler não está presente em The Last Stand, e também apresenta novos inimigos para o jogo, como HYDRA. O jogo usa vários dubladores da série de filmes X-Men, incluindo Hugh Jackman, Alan Cumming, Shawn Ashmore, Patrick Stewart, Tyler Mane, e Eric Dane.
X-Men: The Official Game recebeu avaliações mistas dos críticos. O jogo, junto com a maioria dos outros jogos publicados pela Activision que usaram a licença da Marvel, foi retirado da lista e removido de todas as lojas digitais em 1 de janeiro de 2014.

## Jogabilidade
Os jogadores controlam as ações de vários personagens relacionados aos X-Men, mais notavelmente Logan, Nightcrawler e Iceman, enquanto descobrem uma trama para erradicar mutantes. Às vezes, outro X-Man ajudará o personagem do jogador a lutar. O jogo para Nintendo DS apresenta Magneto como um personagem jogável, enquanto a versão para Game Boy Advance apresenta Colossus como um personagem jogável, bem como a capacidade de alternar entre três personagens.

### Consoles
- Os níveis de Logan envolvem lutar contra hordas de soldados, armados com armas. Ele pode retrair suas garras, mas sempre que um botão é pressionado, elas são extraídas. Logan cura ferimentos leves, refletidos em amarelo em seu medidor de vida, mas quando seu dano de ferimento leve esvazia, todos os ferimentos são considerados graves, tirando sua barra de vida real. Logan só pode curar danos graves se não estiver em combate no momento. Logan não pode mirar como seus aliados; ele só pode bloquear, o que pode se defender de ataques fracos apenas até que seja construído. Wolverine, depois de atacar por um tempo, constrói uma Barra de Fúria, que, quando ativada, aumenta sua taxa de cura e sua força. Também muda a aparência de seus ataques.
- Os níveis de Nightcrawler envolvem principalmente missões de plataforma, correr ao longo de canos no teto e teletransportar. Nightcrawler pode se teletransportar para qualquer área dentro de seu alcance visual. Como Logan, Nightcrawler se cura segurando um botão, só que Nightcrawler constantemente recebe dano de medidor de vida, e quando ele se cura, é chamado de "Shadowmeld" ou "Shadow Aura", uma referência aos quadrinhos (Nightcrawler fica invisível na sombra). Nightcrawler pode se teletransportar para trás e atacar combo vários inimigos durante uma briga.
- Os níveis de Homem de Gelo mais se assemelham a jogos de simulação de voo semelhantes a Star Wars: Rogue Squadron, pois ele desliza continuamente em seu escorregador de gelo característico. Iceman cria um caminho de gelo na frente dele, voando pelo ar enquanto atira seu raio de gelo e projéteis de gelo. Os ataques de Iceman são um Raio de Gelo, que resfria o fogo e causa dano aos inimigos; Escudo de Gelo, que cancelará qualquer dano que ele receber enquanto estiver "ligado"; e Tempestade de Granizo, que é seu ataque principal, arremessando várias bolas de gelo nos alvos. Iceman se curará automaticamente, desde que não sofra dano por um período de tempo. O jogador deve manter uma velocidade rápida ao deslizar, pois desacelerar muito derrubará Iceman do escorregador.

## Trama
Durante uma sessão na Sala de Perigo do Instituto Xavier, Wolverine luta contra Victor Creed/Dentes-de-Sabre, e acaba perdendo a sessão, embora tenha sido salvo pela chegada oportuna do Homem de Gelo, que estava lá para que Ciclope pudesse treiná-lo, mas está muito aleijado pela dor para fazê-lo devido à aparente morte de Jean Grey. . Depois que Logan treina Iceman na Sala de Perigo, o Professor X avisa Logan para não tentar a Sala de Perigo no "Nível de Perigo 7" novamente, antes de pedir aos X-Men que retornem ao Lago Alkali para recuperar partes insubstituíveis para o Cérebro. Noturno se infiltra nos restos da base de William Stryker com sua habilidade de teletransporte, já que os sistemas de armas estavam de alguma forma operacionais. Uma vez lá dentro, os X-Men descobrem um grupo de agentes chamados HYDRA saqueando a base. Noturno e Colossus vão encontrar as partes do Cérebro enquanto Logan e Tempestade investigam a presença da HYDRA. Logan e Tempestade descobrem que Stryker estava construindo robôs gigantes chamados Sentinelas como outro plano para erradicar os mutantes.
Storm é sequestrada por Lady Letal e Logan a persegue, eventualmente resgatando Storm. Noturno é atormentado por visões de Jason Stryker, que lembra Kurt que ele o deixou para morrer. Noturno recupera as partes do Cérebro, lutando contra um Sentinela no processo. Um Sentinela enorme - o Molde Mestre é ativado e surge do Lago Alkali. Os X-Men e Lady Letal escapam; Logan se apega ao helicóptero de Deathstrike para segui-la enquanto os outros X-Men retornam ao instituto.
O Homem de gelo impede Pyro de provocar um colapso em uma usina nuclear enquanto Tempestade e Noturno impedem Homem Multiplo de explodir uma ponte . Enquanto isso, Logan segue exterminador e seus agentes da Hydra para o Japão. Logan descobre que Deathstrike e Hydra estão trabalhando para os Samurais de Prata. Depois de lutar contra legiões de forças da Hydra e "matar" Deathstrike novamente, Logan confronta os Samurais de Prata. Samurai revela que Hydra ajudou Stryker a construir os Sentinelas, sem perceber que ele planejava usá-los contra os mutantes. O próprio Samurai de Prata é um mutante, e a ativação do Molde Mestre foi um erro. Depois de derrotar o Samurai de Prata, Logan descobre que Hydra tem um dispositivo em Hong Kong que pode parar o Molde Mestre, para onde o Molde Mestre está indo. Logan informa o Professor Xavier, que contata Magneto - temendo que os X-Men não consigam parar os Sentinelas sozinhos. Magneto e Dentes de Sabre viajam para Hong Kong para ajudar os X-Men. Xavier também revela que Jason Stryker ainda está vivo;  sua psique agora se fragmentou em duas metades: uma metade boa que tem aparecido para Nightcrawler e uma metade má que está controlando o Master Mold. Ele afirma que outro de seus alunos teve um problema semelhante (referindo-se a Jean Grey/Phoenix).
O X-Jet é abatido pelos Sentinelas ao chegar em Hong Kong. Iceman luta contra os Sentinelas e recupera o dispositivo da HYDRA. Magneto chega e usa o dispositivo para incapacitar o Molde Mestre, que cai no chão, mas seu capacete é arrancado de sua cabeça e Magneto é subjugado pelos poderes telepáticos de Jason.
Noturno desabilita o centro de controle do Molde Mestre, guiado pela metade boa de Jason, que ajuda a apontar o caminho através do labirinto do corpo do Molde. Noturno desabilita a rede neural do Molde Mestre, alterada por Jason para parecer um reino demoníaco. Enquanto isso, Homem de Gelo destrói o núcleo do Molde Mestre e Logan - em outra das alucinações de Jason - luta contra vários clones selvagens de si mesmo, emergindo vitorioso. Noturno tenta salvar Jason quando o Molde Mestre começa a entrar em colapso, mas Dentes de Sabre sequestra Jason e tenta escapar. Logan rastreia o cheiro de Dentes de Sabre e o confronta enquanto Kurt escapa com Jason. Os dois têm uma batalha cruel, terminando com Logan jogando Dentes de Sabre de uma grande altura para ser empalado abaixo. Jason morre, agradecendo a Noturno por salvá-lo. Magneto vai embora, jurando que seu próximo encontro com os X-Men será como um inimigo.
De volta à mansão de Xavier, Noturno diz a Xavier que não quer ser um X-Man, pois suas vidas são muito violentas e ele é um homem pacífico. Xavier diz a ele que ele é sempre bem-vindo na Mansão, e Kurt vai embora . Enquanto isso, Ciclope vai até a casa de Jean Grey e a vê, aparentemente ainda viva, com seu poder saindo do controle, resultando em ela fechando a porta na cara dele. O jogo termina com Ciclope implorando para entrar .

## Desenvolvimento
Zak Penn e Chris Claremont co-escreveu a história do jogo. Penn é o co-escritor de X-Men: The Last Stand, e Claremont foi um escritor de longa data dos quadrinhos dos X-Men, estabelecendo as personas para muitos dos "novos" membros da equipe dos X-Men, que apresentava novos membros. Storm, Noturno, Colossus, Banshee e Wolverine. Claremont é mais conhecido por Fênix Negra.

## Recepção
X-Men: The Official Game recebeu críticas "mistas ou médias", de acordo com o agregador de críticas Metacritic.
Nos consoles e PC, alguns dos problemas citados foram jogabilidade repetitiva, IA inimiga ruim e o fato de que a versão do Xbox 360 parecia semelhante às outras versões de console, apesar do melhor hardware. Detroit Free Press deu à versão para Xbox 360 três estrelas de quatro e disse: "Eu ficaria mais feliz se o Ciclope estivesse ao meu alcance também. Mas, no geral, a variedade que esses três X-Men fornecem é adequada para um pequeno videogame". The Times deu ao jogo uma crítica mista e afirmou que "bons gráficos e jogabilidade suave não substituem a imaginação".  No entanto, o The A.V. Club deu nota D e afirmou que "quase tudo sobre esse filme é barato e incompetente, desde os níveis curtos e esquecíveis até o sistema de controle ruim e a ação repetitiva e cansativa".
Quanto aos portáteis, a versão DS foi considerada repetitiva e difícil de controlar, e a versão GBA como um jogo de plataforma tradicional.